# Saxon-Sion
Saxon-Sion is een gemeente in het Franse departement Meurthe-et-Moselle (regio Grand Est) en telt 68 inwoners (2009). De plaats maakt deel uit van het arrondissement Nancy.

## Geografie
De oppervlakte van Saxon-Sion bedraagt 6,2 km², de bevolkingsdichtheid is dus 11 inwoners per km². De heuvelrug van Sion-Vaudémont is ongeveer 5 km lang en bereikt een hoogte van 545 m. De heuvelrug steekt tussen 200 en 240 m uit boven de omgeving.
De onderstaande kaart toont de ligging van Saxon-Sion met de belangrijkste infrastructuur en aangrenzende gemeenten.

## Demografie
Onderstaande figuur toont het verloop van het inwonertal (bron: INSEE-tellingen).